# Brzeźnica (powiat szczecinecki)
Brzeźnica – wieś w Polsce położona w województwie zachodniopomorskim, w powiecie szczecineckim, w gminie Biały Bór.
W latach 1975–1998 wieś należała do woj. koszalińskiego.
Przez miejscowość przepływa Czernica, rzeka dorzecza Warty.
Inne miejscowości o nazwie Brzeźnica: Brzeźnica, Brzeźnica Bychawska, Brzeźnica Bychawska-Kolonia, Brzeźnica Książęca, Brzeźnica Leśna, Brzeźnica-Kolonia